# Lluís Canut Permanyer
Lluís Canut Permanyer (Barcelona, 22 de gener de 1957) és un periodista esportiu català.

## Trajectòria
Inicià la seva carrera a Ràdio Barcelona al final dels anys 1970 i el 1984 es responsabilitzà de la redacció esportiva de Catalunya Ràdio. Destacà com a locutor de partits de futbol i bàsquet tant en ràdio com en televisió. El 1988 presentà el programa Gol a gol a Televisió de Catalunya, que alternà amb el programa Basquetmania.
Entre el 1998 i el 2001 presentà i dirigí la secció d'esports del Telenotícies de TV3. A més, presentà i dirigí programes de Televisió de Catalunya, com L'última jugada, Futbol de somni, L'entorn, Minut zero, Tres punts, noves edicions de Gol a gol, Hora Q, Esport Club i Efectivament.
Fou també comentarista en els Jocs Olímpics d'Estiu de 1992 de Barcelona i director de la revista Barça, col·laborà amb El Mundo Deportivo i ha escrit llibres com Tota la veritat del cas Figo (2001) i Els secrets del Barça (2010). A més a més, és col·laborador en programes esportius de RAC1 (Tu diràs) i Catalunya Ràdio (Tot gira).
Des del setembre del 2021 condueix el programa Vaques sagrades, al canal esportiu Esport3, conjuntament amb els periodistes Pere Escobar i Quique Guasch.